# 東京アート
 東京アート株式会社（とうきょうアート）は、東京都中央区新川に本社を置く企業。
埼玉県新座市堀ノ内に同名企業が存在するが無関係。その他類似名称の企業は複数存在する。

## 概要

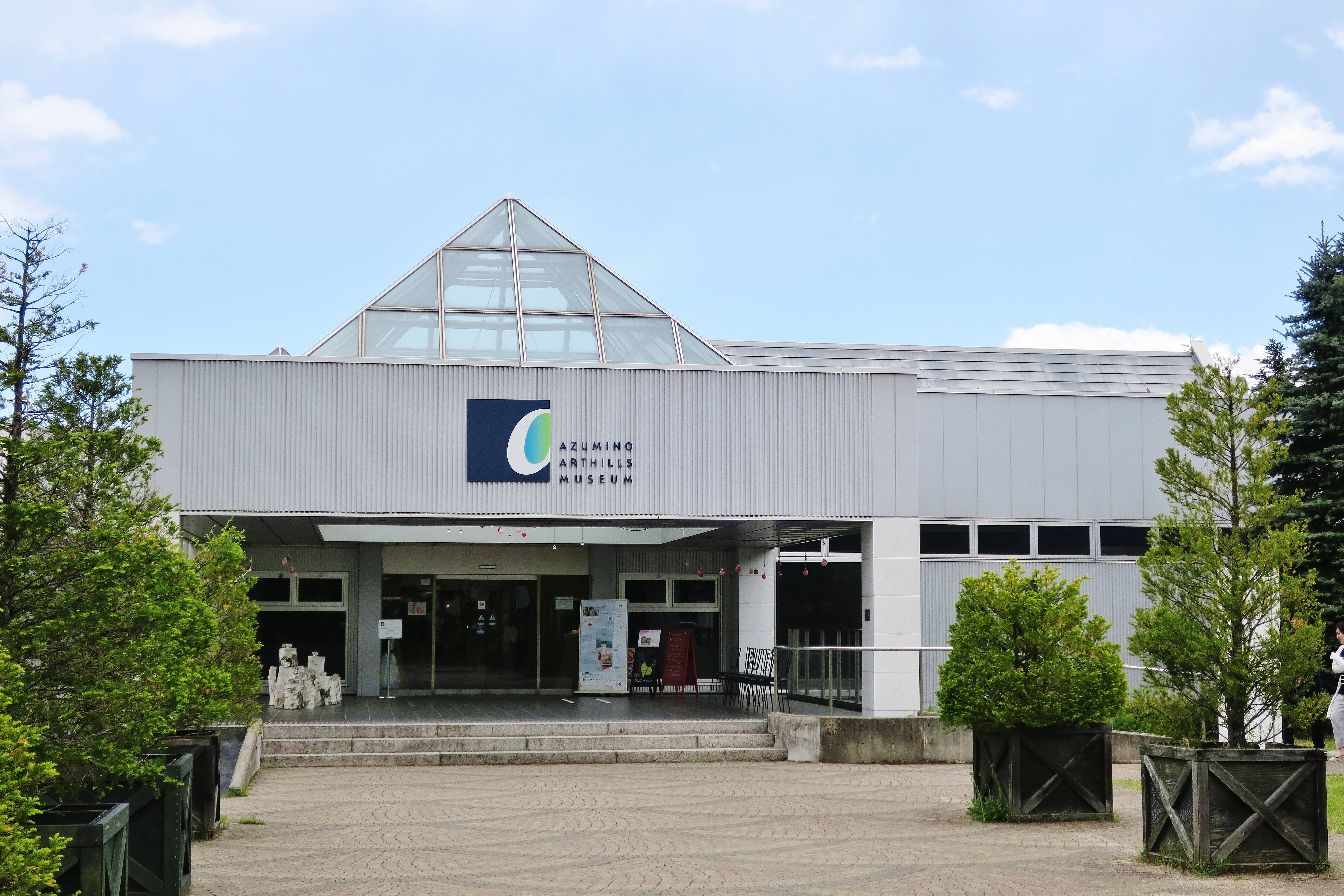
安曇野アートヒルズミュージアム

1976年に「東京アートパッケージ」という社名で創業され、1995年に現社名に改名。『3rd Advertising＜第3のメディア＞』をキャッチコピーとし、パッケージやショッピングツールの企画提案型企業として特にファッション業界を中心に多数の有名ブランドのショッピングバッグをはじめ2千種以上の商品を手掛けている。中国に自社工場を持ちインターナショナルな一流ブランドのショピングバッグも多数手がけている。
また、かつては長野県安曇野市にナチュラルミネラルウォーター「あづみ野湧水」を製造する「ミネラルウォーター事業部」や、同市にガラス製品の販売や製作体験とエミール・ガレのガラス作品を展示する「安曇野アートヒルズミュージアム」を運営する「アートヒルズ事業部」があったが、アートヒルズは2020年に閉鎖され、ミネラルウォーター事業部も2023年にハルナビバレッジグループへ事業譲渡され、本業以外の事業からは撤退している。

## 卓球部
卓球部は日本卓球リーグ実業団連盟所属の卓球実業団に所属している。男子チームは全国タイトルを歴代最多の計38回獲得している。日本卓球リーグでの団体戦では歴代最多15回の年間優勝、全日本卓球選手権大会団体の部では歴代最多14回の優勝、全日本実業団卓球選手権大会では9回の優勝を誇る。所属選手及び、過去の所属選手としては韓陽、遊澤亮、大森隆弘、大矢英俊、高木和卓、張一博、塩野真人などの選手がいる。
2022年2月15日、2021年度で休部を発表。